# Seznam křesťanských teologů
Seznam křesťanských teologů uvádí některé významné křesťanské teology, a to jednak v řazení podle data jejich narození, jednak podle geografických oblastí jejich působení.

## Seznam významnějších křesťanských teologů podle období
Seřazuje známé křesťanské teology podle data narození.

### 1. století
- Pavel, apoštol
- Klement Římský († 97/101), papež, církevní Otec
- Ignác z Antiochie (kolem 50–107), apoštolský Otec
- Polykarp ze Smyrny (asi 69–155/156), apoštolský Otec

### 2. století
- Athénagorás, 2. století,  církevní Otec
- Irenej z Lyonu (mezi 140 a 160 – asi 202), církevní Otec
- Tertullianus (kolem 160 – kolem 220), církevní Otec
- Órigenés (185?–253), církevní Otec

### 3. století
- Antonín Veliký (251?–356), otec mnišství
- Eusebius z Kaisareie (asi 275–339), církevní Otec
- Atanáš (Athanasios z Alexandrie) (asi 295–373), učitel církve

### 4. století
- Řehoř z Nazianzu (329–389), učitel církve, jeden ze tří „kappadockých Otců“
- Basil Veliký (kolem 330–379), učitel církve, jeden ze tří „kappadockých Otců“
- Řehoř z Nyssy (335–394), církevní Otec, jeden ze tří „kappadockých Otců“, řecký teolog a učenec, biskup v Nysse blízko Kaisareie
- Ambrož (okolo 340–397), učitel církve
- Svatý Augustin (354–430), učitel církve
- Hilarius z Poitiers (asi 315–367), učitel církve

### 400–900
- Benedikt z Nursie (asi 483 – asi 543), zakladatel západního mnišství
- Řehoř Veliký (asi 540–604), papež, učitel církve
- Maxim Vyznavač (580–662), církevní Otec
- Beda Venerabilis (kolem 672–735), učitel církve
- Jan Damašský (kolem 650 nebo 675/676–749–754), církevní Otec
- Fótios (820–891), pravoslavný

### 900–1099
- Symeon Nový Teolog (949–1022), pravoslavný
- Michael Kerullarios (1000–1059), pravoslavný
- Pierre Abélard (1079–1142)
- Hugo od Svatého Viktora (okolo 1097–1141), kanovník opatství u sv. Viktora u Paříže
- Hildegarda z Bingenu(1098–1179)
- Richard od Svatého Viktora († 1173), kanovník, později převor opatství u sv. Viktora
- Ondřej od Svatého Viktora († 1175), kanovník opatství u sv. Viktora, původně opatem anglického opatství Wigmore

### 1100–1299
- Albert Veliký (1193 nebo 1206/1207–1280), učitel církve, učitel Tomáše Akvinského
- Svatý Bonaventura z Bagnoreggia (1221–1274)
- Tomáš Akvinský(1225–1274), učitel církve
- Ubertino da Casale (1259–1330)
- Mistr Eckhart (1260–1327)
- Řehoř Palamas (1296–1359), pravoslavný

### 1300–1450
- Johannes Tauler(asi 1300–1361)
- Nikolaos Kabasilas, 14. století
- John Wyclif (asi 1320–1384)
- Kateřina Sienská (1347–1380), učitelka církve
- Ondřej z Brodu († 1427), český teolog, odpůrce Husův
- Jan Hus
- Markos Eugenikos (1392–1445), pravoslavný

### 1451–1600
- Martin Luther (1483–1546), reformátor
- Huldrych Zwingli (1484–1531), reformátor
- Thomas Müntzer (1489/1490–1525), reformátor
- Ignác z Loyoly (1491–1556), zakladatel jezuitů
- Philipp Melanchthon (1497–1560), reformátor
- Jean Calvin (1509–1564), reformátor
- Terezie od Ježíše (Terëzie z Ávily) (1515–1582), učitelka církve
- Baronius (1538–1607)
- Vavřinec z Brindisi (1559–1619), učitel církve
- Jan Amos Komenský, biskup Jednoty bratrské

### 1601–1750
- Cornelius Jansen (1585–1638), zakladatel jansenismu
- Štefan Pilárik (1615–1693), pastor exulantů, významná osobnost Horní Lužice
- Philipp Jacob Spener (1635–1705), zakladatel pietismu
- Johann Adam Steinmetz (1689–1762), těšínský pastor, představitel pietismu
- Mikuláš hrabě Zinzendorf (1700–1760), Jednota bratrská ochranovská
- John Wesley (1703–1791), zakladatel metodismu

### 1751–1850
- Friedrich Daniel Ernst Schleiermacher(1768–1834)
- Ignaz von Döllinger, (1799–1890), starokatolík
- John Henry Newman (1801–1890)
- Johann Tobias Beck (1804–1878)
- Victor-Auguste Dechamps (1810–1883)
- Carlo Passaglia (1812–1887)
- Søren Kierkegaard (1813–1855), evangelický
- Martin Deutinger (1815–1864)
- Johannes Baptist Franzelin (1816–1876)
- Albrecht Ritschl (1822–1889)
- Wilhelm Dilthey (1833–1911)
- Matthias Joseph Scheeben (1835–1888)
- Louis Billot (1846–1938)

### 1851–1880
- Adolf von Harnack (1851–1930)
- Friedrich von Hügel (1852–1925)
- Vladimir Sergejevič Solovjov (1853–1900]
- Alfred Loisy (1857–1940)
- Pierre Batiffol (1861–1929)
- George Tyrell (1861–1909)
- Maurice Blondel (1861–1949)
- Hermann Gunkel (1862–1932)
- Ernst Sellin (1867–1946), evangelický
- Rudolf Otto (1869–1937)
- Sergej Nikolajevič Bulgakov (1871–1944), pravoslavný
- Friedrich Rittelmeyer (1872–1938)
- Karol Kulisz (1873–1940), evangelický
- Terezie z Lisieux (1873–1897), učitelka církve
- Max Scheler (1874–1928)
- Albert Schweitzer (1875–1965), evangelický
- Karl Adam (1876–1966)
- Pierre Rousselot (1878–1915)

### 1881–1890
- Ernesto Bounaiuti (1881–1946)
- Augustin Bea (1881–1968)
- Robert Grosche (1881–1967)
- Pierre Teilhard de Chardin (1881–1955)
- Pavel Florenskij (1882–1937), pravoslavný
- Rudolf Bultmann (1884–1976), evangelický
- Étienne Gilson (1884–1978)
- Romano Guardini (1885–1968)
- Karl Barth (1886–1968)
- Odo Casel (1886–1948)
- Paul Tillich (1886–1965)
- Friedrich Gogarten (1887–1967)
- Paul Althaus (1888–1966)
- Emil Brunner(1889–1966)
- Erich Przywara (1889–1972)
- Josef Rupert Geiselmann (1890–1980)
- Albert Lang (1890–1973)

### 1891–1900
- Reinhold Niebuhr (1892–1971)
- Georgij Vasiljevič Florovskij (1893–1979), pravoslavný
- Helmut Richard Niebuhr (1894–1962)
- Emil Bock (1895–1959)
- Henri de Lubac (1896–1991]
- Michael Schmaus (1897–1993)

### 1901–1910
- Gerhard von Rad (1901–1971)
- Edmund Schlink (1903–1984)
- Hermann Volk (1903–1988)
- Karl Rahner (1904–1984)
- Hans Urs von Balthasar (1905–1988)
- Jean Daniélou (1905–1974)
- Dietrich Bonhoeffer (1906–1945)
- Bernhard Welte (1906–1983)
- Helmut Thielicke (1908–1986)
- Richard Wurmbrand (1909–2001), protestant
- Uuras Saarnivaara (1908–1998)

### Po roce 1910
- Jaroslav Pelikán (1923–2006)
- Eta Linnemann  (1926–2009), evangelička
- Jürgen Moltmann (1926–)
- Hans Küng (1928–2021), katolický
- Martin Luther King (1929–1968), baptista
- Dorothee Sölle (1929–2003), protestantka
- Eugen Drewermann (1940–)
- Gerd Lüdemann (1946–2021)

### Podle data narození nezařazení

#### M
- Alexandr Meń, pravoslavný

#### S
- Alexander Schmemann, pravoslavný

## Seznam některých teologů podle geografických oblastí

### Blízký východ, oblasti řecké civilizace
- Pavel, apoštol
- Klement Římský († 97/101), papež, církevní Otec
- Ignác z Antiochie (kolem 50–107), apoštolský Otec
- Polykarp ze Smyrny (asi 69–155/156), apoštolský Otec
- Athénagorás, 2. století,  církevní Otec
- Irenej z Lyonu (mezi 140 a 160 – asi 202), církevní Otec
- Órigenés (185?–253), církevní Otec
- Antonín Veliký (251?–356), otec mnišství
- Eusebius z Kaisareie (asi 275–339), církevní Otec
- Atanáš (Athanasios z Alexandrie) (asi 295–373), učitel církve
- Řehoř z Nazianzu (329–389), učitel církve, jeden ze tří „kappadockých Otců“
- Basil Veliký (kolem 330–379), učitel církve, jeden ze tří „kappadockých Otců“
- Řehoř z Nyssy (335–394), církevní Otec, jeden ze tří „kappadockých Otců“, řecký teolog a učenec, biskup v Nysse blízko Kaisareie
- Maxim Vyznavač (580–662), církevní Otec
- Jan Damašský (kolem 650 nebo 675/676–749–754), církevní Otec
- Fótios (820–891), pravoslavný
- Michael Kerullarios (1000–1059), pravoslavný
- Řehoř Palamas (1296–1359), pravoslavný
- Nikolaos Kabasilas, 14. století
- Markos Eugenikos (1392–1445), pravoslavný
- Vladimir Sergejevič Solovjov (1853–1900]
- Sergej Nikolajevič Bulgakov (1871–1944), pravoslavný

### Provincie Africa
- Augustin z Hippo (354–430), učitel církve

### Jižní Evropa
- Pavel, apoštol
- Klement Římský († 97/101), papež, církevní Otec
- Tertullianus (kolem 160 – kolem 220), církevní Otec
- Ambrož (okolo 340–397), učitel církve
- Benedikt z Nursie (asi 483 – asi 543), zakladatel západního mnišství
- Řehoř Veliký (asi 540–604), papež, učitel církve
- Svatý Bonaventura z Bagnoreggia (1221–1274)
- Tomáš Akvinský(1225–1274), učitel církve
- Ubertino da Casale (1259–1330)
- Kateřina Sienská (1347–1380), učitelka církve
- Ignác z Loyoly (1491–1556), zakladatel jezuitů
- Terezie od Ježíše (Terëzie z Ávily) (1515–1582), učitelka církve
- Vavřinec z Brindisi (1559–1619), učitel církve
- Carlo Passaglia (1812–1887)
- Ernesto Bounaiuti (1881–1946)

### Západní Evropa
- Irenej z Lyonu (mezi 140 a 160 – asi 202), církevní Otec
- Hilarius z Poitiers (asi 315–367), učitel církve
- Beda Venerabilis (kolem 672–735), učitel církve
- Pierre Abélard (1079–1142)
- Hugo od Svatého Viktora (okolo 1097–1141), kanovník opatství u sv. Viktora u Paříže
- Richard od Svatého Viktora († 1173), kanovník, později převor opatství u sv. Viktora
- Ondřej od Svatého Viktora († 1175), kanovník opatství u sv. Viktora, původně opatem anglického opatství Wigmore
- Tomáš Akvinský(1225–1274), učitel církve
- Ubertino da Casale (1259–1330)
- John Wyclif (asi 1320–1384)
- Jean Calvin (1509–1564), reformátor
- Cornelius Jansen (1585–1638), zakladatel jansenismu
- John Wesley (1703–1791), zakladatel metodismu
- John Henry Newman (1801–1890)
- Victor-Auguste Dechamps (1810–1883)
- Matthias Joseph Scheeben (1835–1888)
- Louis Billot (1846–1938)
- Alfred Loisy (1857–1940)
- Pierre Batiffol (1861–1929)
- George Tyrell (1861–1909)
- Maurice Blondel (1861–1949)
- Terezie z Lisieux (1873–1897), učitelka církve
- Pierre Rousselot (1878–1915)
- Pierre Teilhard de Chardin (1881–1955)
- Étienne Gilson (1884–1978)
- Friedrich Gogarten (1887–1967)

### Střední Evropa
- Hildegarda z Bingenu(1098–1179)
- Albert Veliký (1193 nebo 1206/1207–1280), učitel církve, učitel Tomáše Akvinského
- Tomáš Akvinský(1225–1274), učitel církve
- Mistr Eckhart (1260–1327)
- Johannes Tauler(asi 1300–1361)
- Ondřej z Brodu († 1427), český teolog, odpůrce Husův
- Jan Hus
- Martin Luther (1483–1546), reformátor
- Huldrych Zwingli (1484–1531), reformátor
- Thomas Müntzer (1489/1490–1525), reformátor
- Philipp Melanchthon (1497–1560), reformátor
- Baronius (1538–1607)
- Jan Amos Komenský, biskup Jednoty bratrské
- Philipp Jacob Spener (1635–1705), zakladatel pietismu
- Johann Adam Steinmetz (1689–1762), těšínský pastor, představitel pietismu
- Mikuláš hrabě Zinzendorf (1700–1760), Jednota bratrská ochranovská
- Friedrich Daniel Ernst Schleiermacher(1768–1834)
- Ignaz von Döllinger, (1799–1890), starokatolík
- Johann Tobias Beck (1804–1878)
- Martin Deutinger (1815–1864)
- Johannes Baptist Franzelin (1816–1876)
- Albrecht Ritschl (1822–1889)
- Wilhelm Dilthey (1833–1911)
- Adolf von Harnack (1851–1930)
- Friedrich von Hügel (1852–1925)
- Hermann Gunkel (1862–1932)
- Ernst Sellin (1867–1946), evangelický
- Rudolf Otto (1869–1937)
- Friedrich Rittelmeyer (1872–1938)
- Karol Kulisz (1873–1940), evangelický
- Max Scheler (1874–1928)
- Karl Adam (1876–1966)
- Robert Grosche (1881–1967)
- Augustin Bea (1881–1968)
- Rudolf Bultmann (1884–1976), evangelický
- Romano Guardini (1885–1968)
- Odo Casel (1886–1948)
- Karl Barth (1886–1968)
- Paul Althaus (1888–1966)
- Emil Brunner(1889–1966)
- Erich Przywara (1889–1972)
- Josef Rupert Geiselmann (1890–1980)
- Albert Lang (1890–1973)

### Severní Evropa
- Søren Kierkegaard (1813–1855), evangelický
- Uuras Saarnivaara (1908–1998)

### Střední Afrika
- Albert Schweitzer (1875–1965), evangelický

### USA
- Paul Tillich (1886–1965)